# Menosoma randali
Menosoma randali är en insektsart som beskrevs av Keti Maria Rocha Zanol 2001. Menosoma randali ingår i släktet Menosoma och familjen dvärgstritar. Inga underarter finns listade i Catalogue of Life.